# مايك كاسو
مايك كاسو (بالإنجليزية: Mike Caso)‏ هو لاعب كرة قدم أمريكي، ولد في 13 يوليو 1984 في سان ماتيو في الولايات المتحدة. لعب مع لوس أنجلوس غلاكسي.

## وصلات خارجية
- مايك كاسو على موقع الدوري الأمريكي (الإنجليزية)
- مايك كاسو على موقع قاعدة بيانات كرة القدم.إي يو (الإنجليزية)